# Batalha de Brännkyrka
A Batalha de Brännkyrka (conhecida na Suécia como Slaget vid Brännkyrka) ocorreu em 27 de julho de 1518, em parte incerta, opondo o exército de Cristiano II da Dinamarca ao exército de Sten Sture, o Moço. Inserida no conflito entre o regente rebelde da Suécia e o rei soberano da União de Kalmar, da qual a Suécia fazia parte, esta batalha terminou com uma vitória das forças rebeldes suecas sobre as forças unionistas da União de Calmar.